# Sobennikoffia humbertiana
Sobennikoffia humbertiana är en orkidéart som beskrevs av Joseph Marie Henry Alfred Perrier de la Bâthie. Sobennikoffia humbertiana ingår i släktet Sobennikoffia och familjen orkidéer. Inga underarter finns listade i Catalogue of Life.

## Bildgalleri

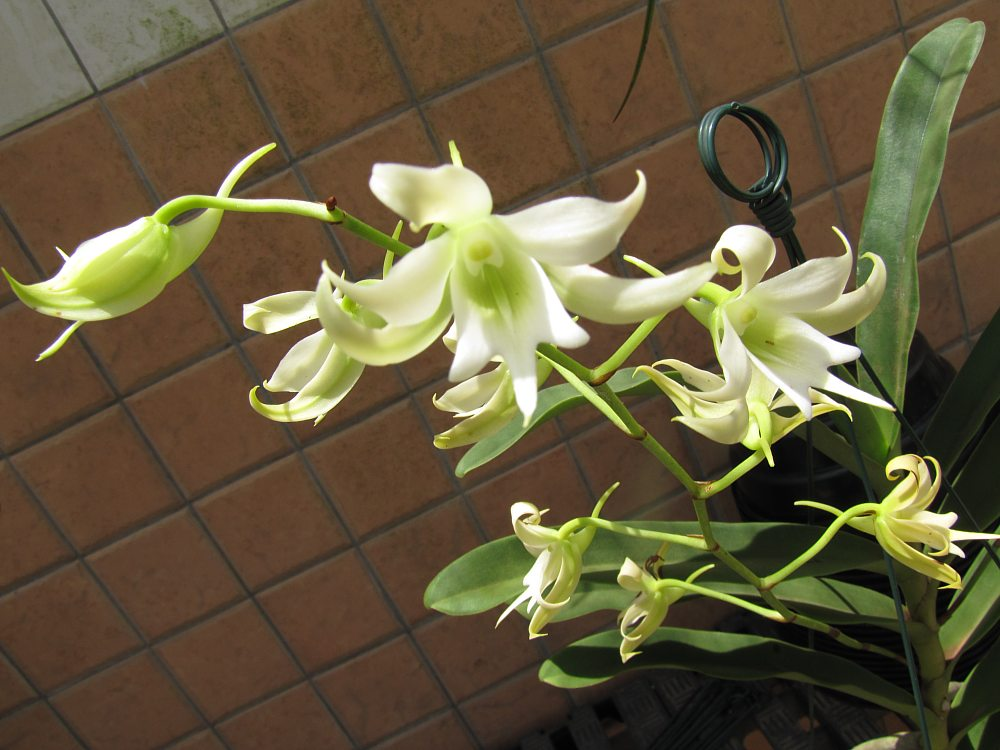